# Рашсильванія (Огайо)
Рашсильванія (англ. Rushsylvania) — селище (англ. village) в США, в окрузі Лоґан штату Огайо. Населення — 491 особа (2020).

## Географія
Рашсильванія розташована за координатами 40°27′41″ пн. ш. 83°40′16″ зх. д. / 40.46139° пн. ш. 83.67111° зх. д. (40.461317, -83.671158).  За даними Бюро перепису населення США в 2010 році селище мало площу 2,03 км², уся площа — суходіл.

## Демографія
Згідно з переписом 2010 року, у селищі мешкало 516 осіб у 194 домогосподарствах у складі 146 родин. Густота населення становила 254 особи/км².  Було 219 помешкань (108/км²).
Расовий склад населення:
| - 96,5 % — білих - 0,8 % — корінних американців - 0,6 % — азіатів |

До двох чи більше рас належало 1,6 %. Частка іспаномовних становила 0,6 % від усіх жителів.
За віковим діапазоном населення розподілялося таким чином: 27,9 % — особи молодші 18 років, 60,1 % — особи у віці 18—64 років, 12,0 % — особи у віці 65 років та старші. Медіана віку мешканця становила 37,3 року. На 100 осіб жіночої статі у селищі припадало 94,0 чоловіків;  на 100 жінок у віці від 18 років та старших — 95,8 чоловіків також старших 18 років.
Середній дохід на одне домашнє господарство  становив 46 641 долар США (медіана — 41 354), а середній дохід на одну сім'ю — 56 250 доларів (медіана — 57 188). Медіана доходів становила 41 063 долари для чоловіків та 29 038 доларів для жінок. За межею бідності перебувало 22,7 % осіб, у тому числі 35,9 % дітей у віці до 18 років та 10,4 % осіб у віці 65 років та старших.
Цивільне працевлаштоване населення становило 291 осіб. Основні галузі зайнятості: виробництво — 24,7 %, освіта, охорона здоров'я та соціальна допомога — 17,5 %, оптова торгівля — 15,5 %.